# Omorgus texanus
Omorgus texanus là một loài bọ cánh cứng trong họ Trogidae.

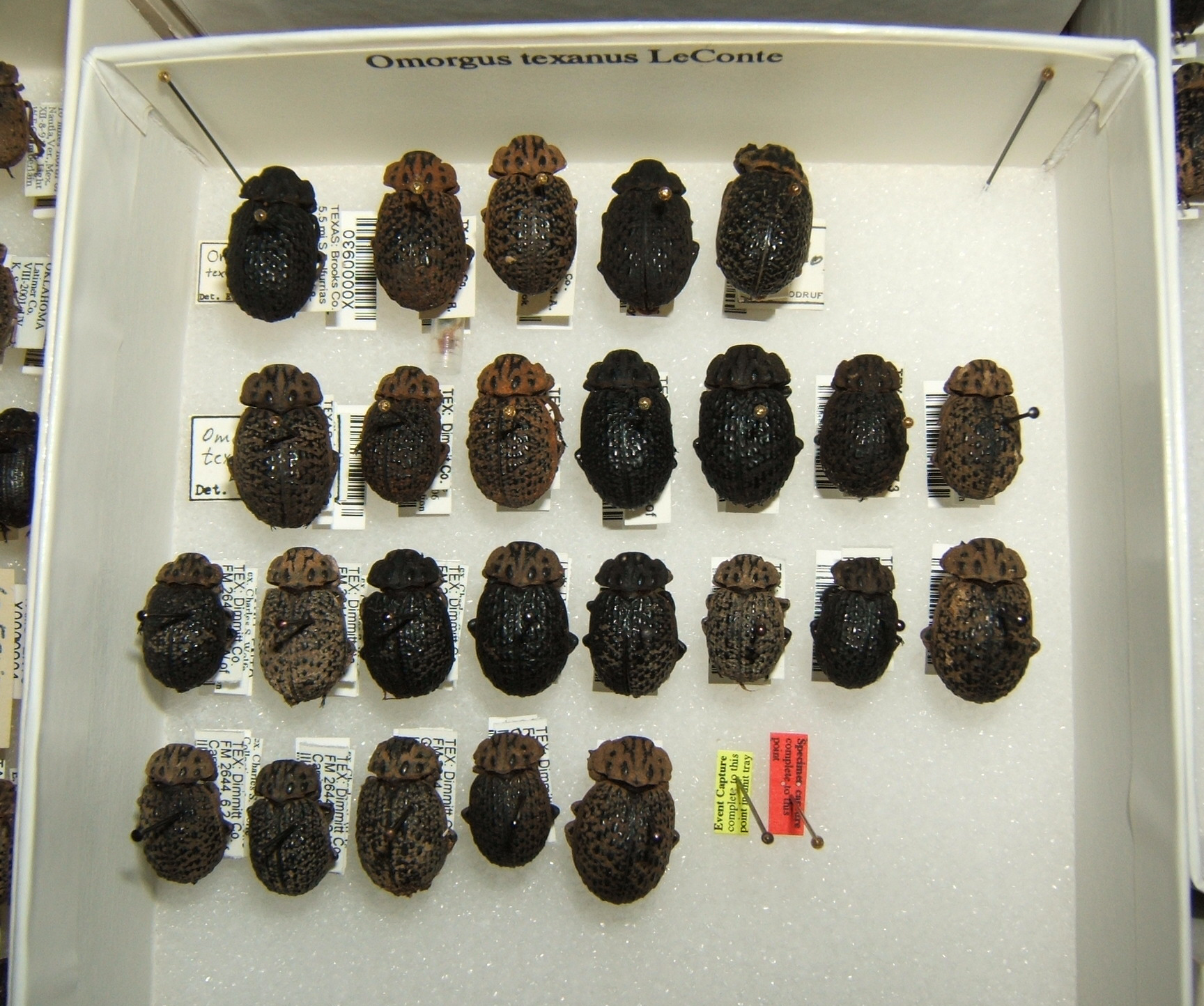
Omorgus texanus variation